# Cervona Krînîțea, Orihiv
Cervona Krînîțea (în ucraineană Червона Криниця) este un sat în comuna Preobrajenka din raionul Orihiv, regiunea Zaporijjea, Ucraina.

## Demografie
Componența lingvistică a localității Cervona Krînîțea
     Ucraineană (96,77%)
     Rusă (1,61%)
     Alte limbi (1,62%)
Conform recensământului din 2001, majoritatea populației localității Cervona Krînîțea era vorbitoare de ucraineană (96,77%), existând în minoritate și vorbitori de rusă (1,61%).